# Domingos Vidal de Barbosa Lage
Domingos Vidal de Barbosa Lage (Rio e Janeiro, 1761 - Ilha de Santiago, 1793) foi um inconfidente, médico e fazendeiro. Foi primo dos também inconfidentes Francisco Antônio de Oliveira Lopes e José Lopes de Oliveira. 
Domingos, juntamente com José Joaquim Maia e Barbalho, teria se encontrado com Thomas Jefferson, segundo declarações de Francisco Antônio de Oliveira Lopes
Domingos foi considerado tomou parte ativa no movimento revolucionário conhecido como Inconfidência Mineira, tendo sido condenado a morte. Sua pena foi comutada em degredo de dez anos. 
Morreu no exílio, em Cabo Verde, vitimado pelo impaludismo.